# Бытие (художественное объединение)

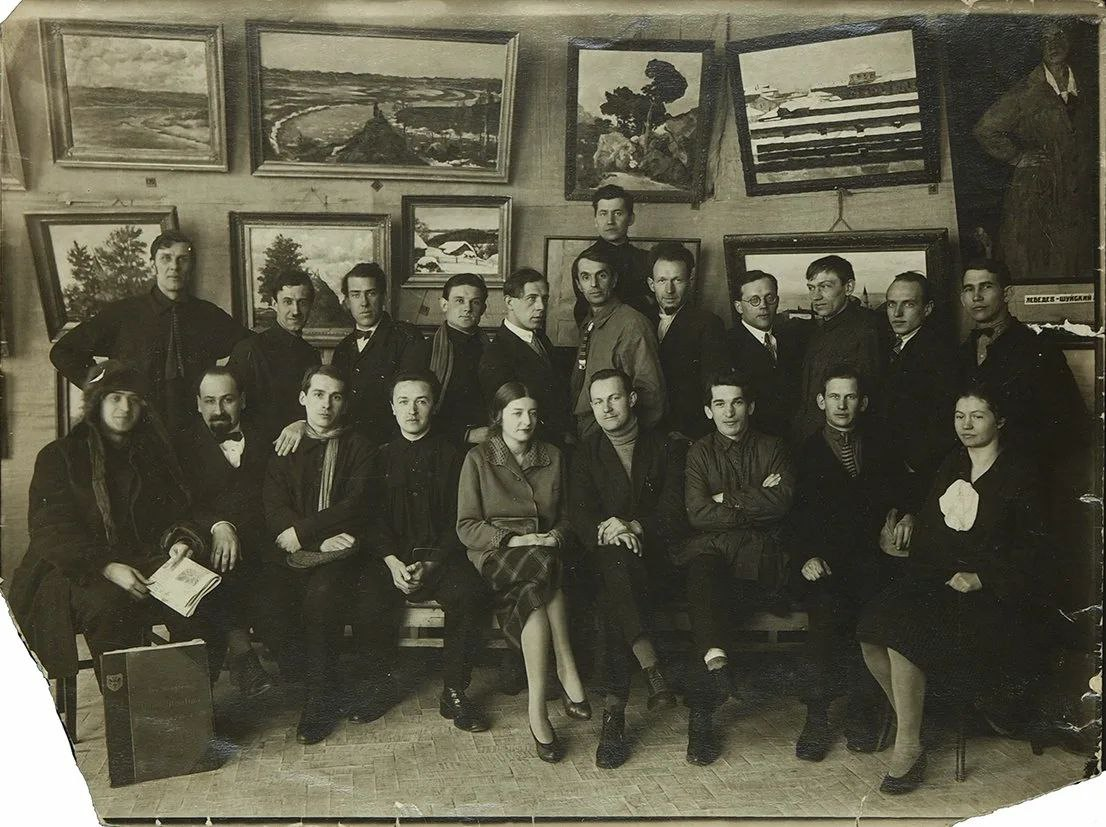
Участники V выставки «Бытие» в 1927 году

«Бытие» — творческое объединение московских художников, существовавшее в 1921—1930 годах.

## История
Объединение «Бытие» было основано в 1921 году выпускниками ВХУТЕМАСа Г. А. Сретенским, А. А. Талдыкиным и другими художниками, учившимися под руководством П. П. Кончаловского. Председателем объединения стал П. П. Соколов-Скаля. В «Бытие» входили М. Н. Аветов, С. А. Богданов, Б. С. Земенков, А. А. Лебедев-Шуйский, В. А. Саввичев и другие. В 1924 году к объединению примкнула группа участников Нового общества живописцев. В 1926 году присоединилась часть членов общества «Московские живописцы». В том же году из «Бытия» вышла часть молодых художников, образовавшая группу «Крыло».
Художники «Бытия» испытывали влияние общества «Бубновый валет». В живописи для них были характерны натюрморты, пейзажи, советская городская тематика. Ключевой проблемой общества являлся «вопрос о создании картины как завершённой формы, столь характеризующей и выражающей предмет, что она сама по себе становится содержанием»
Объединение «Бытие» организовало 8 художественных выставок в Москве: в музыкальной школе А. Шор на Мясницкой, 27 (1921 год), в Политехническом музее (1923 год), в Историческом музее (1925 и 1926 год), в МГУ (1927 и 1928 год), в Рабочем дворце имени Осоавиахима на Ленинградском шоссе, 34а (1928 год), на Тверской, 4—6 (1929 год). С 1929 года в связи с нечёткой программой начался распад общества «Бытие». В том году одна часть художников присоединилось к АХРР. Другая часть художников в 1930 году создала Общество советских станковистов-оформителей.